# Dipoena santacatarinae
Dipoena santacatarinae är en spindelart som beskrevs av Claude Lévi 1963. Dipoena santacatarinae ingår i släktet Dipoena och familjen klotspindlar. Inga underarter finns listade i Catalogue of Life.